# B-237頓河畔羅斯托夫號潛艇
B-237頓河畔羅斯托夫號潛艇（俄語：Б-237 «Ростов-на-Дону»）是俄羅斯636.3型華沙工人進行曲號項目的基洛級柴電動力潛艇，2014年6月26日下水，2014年12月30日开始服役，隸屬於俄羅斯海軍黑海艦隊第4獨立潛艇旅。該艦是636.3項目的第二艘船，以俄羅斯城市頓河畔羅斯托夫命名。2023年9月，俄罗斯入侵乌克兰期间，在塞瓦斯托波尔造船厂受袭严重受损。

## 建造
頓河畔羅斯托夫號潛艇於2011年11月21日在聖彼得堡海軍部造船廠建造，建造編號01671。
2014年6月26日，該潛艇下水。
截止到2014年8月初，該潛艇在水上進行了最後的建造工作，然後立即出海進行了工廠試航。截至2014年8月22日的數據顯示，潛艇開始進行靠泊試驗。
2014年10月23日，該潛艇進入第一階段海試。2014年12月23日，該潛艇完成國家試驗。
2014年12月30日，頓河畔羅斯托夫號潛艇正式移交俄羅斯海軍，其隸屬於駐紮在新羅西斯克的第4獨立潛艇旅。

## 歷史
2015年1月8日，頓河畔羅斯托夫號潛艇準備進行北方艦隊的跨艦隊轉移，並計劃在那裡進行深海設備和武器系統的深海測試。
2015年5月22日，潛艇抵達波利亞爾內，進行深海測試。
2015年10月，在巴倫支海上，該潛艇在北方艦隊訓練場進行了導彈發射。
2015年10月，在北方艦隊進行一系列測試後，該潛艇開始向黑海艦隊永久基地進行海軍間過渡。俄羅斯海軍原本預計潛艇在2015年12月的前十天內抵達黑海艦隊，但潛艇卻被派往敘利亞海岸參加俄羅斯針對敘利亞反對派及恐怖份子的軍事行動。
2015年12月8日，該潛艇在地中海的水下位置發射3M-54，轟炸敘利亞境內的伊斯蘭國武裝分子所在地。
2015年12月14日，該潛艇進入黑海。
2015年12月16日，該潛艇抵達位於新罗西斯克的黑海艦隊永久基地。
2016年8月24日至27日，該潛艇在黑海海域參加了搜索和摧毀「敵方」潛艇的演習，其模擬成敵方潛艇以對抗11356型格里戈洛維奇海軍上將號護衛艦。根據2016年的結果，該潛艇艇員成為多用途非核和核潛艇海軍總司令獎競賽的獲勝者。
2017年10月初，其與同型潛艇B-261新羅西斯克號潛艇一起參加在黑海海域舉行的演習，期間從水下位置向地面發射了兩枚3M-54導彈擊中表面目標。
2017年，根據各類訓練的海軍總司令獎競賽結果，獲勝者是頓河畔羅斯托夫號潛艇的船員。2017年底，該潛艇艇員被授予「打擊」榮譽稱號。

### 導彈襲擊B-237
2023年9月13日，俄佔的塞瓦斯托波爾市長米哈伊爾·拉茲沃扎耶夫聲稱，屬於塞夫莫爾扎沃德的塞瓦斯托波爾造船廠於凌晨2點遭到烏克蘭「導彈襲擊」，引發大火。俄羅斯國防部聲稱對方發射10枚巡航導彈，其中7枚被擊落。此次襲擊還涉及3架「海上無人機」，據稱全部被摧毀。俄羅斯國防部表示「由於被敵方巡航導彈擊中，兩艘正在維修的艦隻受損。」據報導至少有24人受傷。受損的艦艇分別是明斯克號大型登陸艦和B-237頓河畔羅斯托夫號潛艇。烏克蘭聲稱這兩艘艦艇「可能已損壞而無法修復」，但俄羅斯政府否認了這一說法，並聲稱將對艦艇進行修復並恢復全面運行狀態。根據開源圖像，英國國防部評估該艦「可能遭受災難性損害」。
9月18日，網上洩露了兩張關於頓河畔羅斯托夫號受損情況的圖像，據評估，受損非常嚴重，顯示潛艇艦體上出現了兩個大缺口，一個在指揮塔後方的右舷中部附近，另一個在艦首頂部。由於損壞的程度，該潛艇將在戰爭期間無法使用，因為根據《蒙特勒海峽制度公約》，俄羅斯無法在戰時把潛艇拖出黑海維修，而塞瓦斯托波爾無法滿足B-237的修復需求。潛艇需要運往聖彼德堡的海軍部造船廠進行維修，但是由於需要高成本和大量維修才能使潛艇再次適航，因此評估更實際的做法是從頭建造同艦級的全新型號。
2024年8月2日，乌克兰军方宣称已将该潜艇击沉。